# Juan Reynoso Portillo
Juan Reynoso Portillo (Ancón de Santo Domingo, Guerrero; 24 de junio de 1912 - Riva Palacio, Michoacán; 17 de enero de 2007) fue un destacado compositor, músico y violinista mexicano, caracterizado por formación autodidacta, fue uno de los máximos exponentes del género musical Son calentano. Era conocido como El Paganini de Tierra Caliente.

## Semblanza biográfica
Nació en la localidad de Ancón de Santo Domingo, municipio de Coyuca de Catalán, en la región de Tierra Caliente del estado de Guerrero el 24 de junio de 1912. Sus padres fueron Felipe Betancourt, conocido como El Guache y de María Luisa Portillo. Obtuvo su primer violín cuando un niño se lo regaló después de haberlo robado en un mercado.
A los seis años comenzó a tocar dicho instrumento, dada la influencia que tenía por parte de su padre ya que este tocaba en un grupo musical. Ante los constantes cambios de residencia de su familia, se establecen en Bejucos, Estado de México donde se encuentra con el maestro y compositor Isaías Salmerón instruyéndole en la ejecución del violín. Contó también con el apoyo de músicos y violinistas reconocidos de la región como Guadalupe Tavira López, Félix Tavira López y Remigio Rentería. Durante este periodo aprendió a tocar los sones, gustos, malageñas, entre otros estilos más. En Bejucos forma una agrupación junto amigos donde tocan en eventos del lugar.
Posteriormente reside en la Ciudad de México donde participa en programas de la radiofusora XEW. Por su popularidad y talento, el locutor de la XEXY, Víctor Manuel Guzmán Negrete, lo bautiza como El Paganini de la Tierra Caliente. Musicaliza, junto el trío Tariácurila, las películas El gallero y El rebozo de Soledad, ambas basadas en la novelas de Xavier López Ferrer y su esposa la actriz Stella Inda. En 1973, Rosalío Wences, rector de la Universidad Autónoma de Guerrero, lo invita a difundir el folklore de la Tierra Caliente por medio de sus conocimientos por todo el estado de Guerrero.
En mayo de 1993,  Lindajoy Fenley, una periodista que radicaba en la Ciudad de México desde 1988, fue a Tierra Caliente a conocer a don Juan. Después de establecer una amistad con él, ella lo invitó al 20th Annual American Fiddle Tunes Festival, en Port Townsend, Washington, Estados Unidos. Allí don Juan impartió tres conciertos y clases del música de Tierra Caliente a violinistas estadounidenses. Posteriormente, Fenley fundó la asociación civil Dos Tradiciones en México para promover la música de Tierra Caliente, en especial de Juan Reynoso, y apoyar el intercambio cultural a nivel internacional. Dos Tradiciones organizó encuentros anuales y de esta manera, don Juan conoció al estadounidense Paul Anastasio, mismo que se convierte en uno de sus alumnos más destacados. Anastasio se ha dedicado a transcribir las partiduras de Reynoso, de las cuales ha recuperado centenares de ellas.
En 1997, es galardonado con el Premio Nacional de Ciencias y Artes, en el campo de Artes y Tradiciones Populares, de manos del entonces presidente de México, Ernesto Zedillo. En mayo de 2006, el H. Ayuntamiento de Morelia, Michoacán lo premia con la Presea Generalísimo Morelos.
Falleció el 17 de enero de 2007 en Riva Palacio, Michoacán a causa de un padecimiento renal. Sus restos fueron sepultados en el panteón municipal de Ciudad Altamirano, Guerrero.

## Discografía
- Universidad Autónoma de Guerrero Vol.3 (1980)
- Juan Reynoso: El Paganini de Tierra Caliente (1993)
- Juan Reynoso. Son, Gusto, Paso Doble, Vals de Tierra Caliente (1998)
- Juan Reynoso, Música Tradicional de la Región de Tierra Caliente (2000)
- Dos tradiciones (2000)
- Genius of Mexico's Tierra Caliente (2003)
- 15 éxitos de sones y gustos
- Juan Reynoso y su conjunto regional
- Trío Huetamo, con el violin de Juan Reynoso